# 성주 이씨
성주 이씨(星州 李氏)는 경상북도 성주군을 본관으로 하는 한국의 성씨이다.

## 역사
성주 이씨(星州 李氏)의 시조인 이순유(李純由)는 경순왕(敬順王ㆍ927~935년) 재위 기간에 재상(宰相)의 지위에 올랐다. 성주 이씨 대동보에 의하면, 이순유는 아우 이돈유(李敦由)와 더불어 기울어져 가는 신라의 마지막을 지켜본 충신으로 경순왕이 고려에 항복하자 마의태자(麻衣太子)와 함께 민심을 수습하고 천년의 사직(社稷)을 보존하기 위하여 구국의 방책을 기도하였으나, 끝내 그 뜻을 이루지 못하고 이름마저 극신(克臣)이라 고쳐 지금의 성주읍 경산리(京山里)에 옮겨 숨어 살았다고 한다.
이순유의 12세손 이장경(李長庚)은 고려 고종 때의 인물로 슬하에 다섯 아들 중 장남 밀직사사(密直司事) 이백년(李百年), 이남 참지정사(參知政事) 이천년(李千年), 삼남 문하시중(門下侍中) 이만년(李萬年), 사남 개성유수(開城留守) 이억년(李億年), 오남 정당문학 문열공(政堂文學 文烈公) 이조년(李兆年)이 모두 문과에 급제하여 명성을 떨치자 국왕은 그에게 특별히 삼중대광(三重大匡) 좌시중(左侍中) 흥안부원군(興安府院君) 도첨의정승(都僉議政丞) 지전리사사(知典理司事) 상호군(上護軍) 경산부원군(京山府院君)에 봉하였다. 충렬왕 이후 성주목(星州牧)의 지명을 따라 성주 이씨(星州李氏)라고 하게 되었다.
한편, 이장경의 손 이천년(李千年)의 둘째 아들 이승경(李承慶)은 원나라에 들어가 벼슬을 지내며 공적을 세워 원나라 황제가 그의 할아버지 이장경을 농서군공(隴西郡公)에 추봉하였으므로 농서 이씨라고도 하였다. 명나라의 장수로 임진왜란 때 조선에 들어온 이여송이 그의 후손이었다.
이장경으로부터 후손들이 명문 세도 가문으로 거듭나므로 성주이씨는 그를 중시조로 모시고 있다. 후대 8世 이내에 문형(文衡 - 대제학)이 18명, 봉작을 받은 이가 11명, 상신(相臣 - 정승)이 15명, 또 식읍을 받은 이가 5명, 부마가 2명, 문과 급제자가 75명이다

## 본관
성주(星州)는 경상북도 남서쪽에 위치한  고대 육가야국의 하나인 성산가야국인데, 신라때 본피현이라 하다가 757년에 신안현으로 개칭하여 성산군에 속하였다.
그 후 벽진군으로 고쳤고 940년(고려 태조 23) 경산부로 개칭하였다가 경종 때 광평군이 되었으나, 그 후 여러차례 변천을 거쳐 인조 때 성산현이 되었다가 1895년(고종 32) 에 성주군으로 개칭되었다.

## 분파
- 밀직공파(密直公派) - 이백년
- 참지공파(參知公派) - 이천년
- 시중공파(侍中公派) - 이만년
- 유수공파(留守公派) - 이억년
- 문열공파(文烈公派) - 이조년

## 인물
- 이조년(李兆年 , 1269~1343) - 고려 말기의 문신으로 농서군공 이장경(李長庚)의 오남이다. 충혜왕 시기에 예문관대제학에 오르고 성산군에 봉해졌다. 시호는 문열(文烈)이라 하였다.
- 이인복(李仁復 , 1308~1374) - 이조년의 손자이자 이포의 아들이다. 고려 말의 권신 이인임의 친형이다. 이재 백이정의 제자로 주자학에 밝았으며, 고려 공민왕 시절 조일신의 난을 평정하는데 공을 세워 정당문학 겸 감찰대부(政堂文學兼監察大夫)에 올랐으며 성산군에 봉해졌다. 1365년 흥안부원군에 진봉되었고, 후에 판삼사사, 검교시중 등을 지냈다. 성품이 강직하여 옳은 일이라면 작은 일이라 할지라도 반드시 기뻐하였다 한다. 친아우 이인임의 탐욕을 경계한 인물로 그를 일컬어 나라를 망칠 것이라 하였다.
- 이인기(李麟起) - 이장경(李長庚)의 손자이자 이백년의 아들, 이조년의 조카이다. 평양부윤(平壤尹)을 역임하였다.
- 이인임(李仁任, ? ~ 1388년) : 고려 말기의 권신(權臣). 음보(蔭補)로 전객시승(典客寺丞)이 되고 후에 전법총랑(典法摠郞)을 거쳐 공민왕 초에 좌부승선(佐副承宣)이 되었다. 1359년(공민왕 8) 서경존무사(西京存撫使) 때 침입한 홍건적(紅巾賊)을 격퇴하여 2등공신에 책록되고, 2차 침입 때는 개경을 탈환하여 1등공신에 책록되었다. 1362년 개성부판사(開城府判事)에서 서북면도지휘사(西北面都指揮使)를 거쳐 첨의평리(僉議評理)가 되고, 1364년 서북면순문사 겸 양윤(西北面巡問使兼平壤尹) 때 최유(崔濡) 등이 덕흥군(德興君)을 내세워 고려에 쳐들어오자 격퇴하였다. 다음 해 삼사우사(三司右使) ·도첨의찬성사(都僉議贊成事)가 되고 순성동덕보리공신(純誠同德輔理功臣)의 호를 받았다. 1368년 좌시중(左侍中)을 거쳐 이듬해 수문하시중(守門下侍中)이 되고, 그 해 서북면도통사(西北面都統使)가 되어 원나라의 동녕부(東寧府)를 정벌하고, 광평부원군(廣平府院君)에 책봉되었다. 1374년 공민왕이 살해되어 후사(後嗣) 문제가 일어나자 태후(太后)·경복흥(慶復興)의 주장을 꺾고 우왕(禑王)을 추대했다. 정권을 잡고 친원정책(親元政策)을 취하여 친명파(親明派)를 추방, 지윤(池奫)·임견미(林堅味)·염흥방(廉興邦) 등의 충복들을 요직에 앉혔다. 최영(崔瑩)·이성계(李成桂) 등에 의해 1388년 경산부(京山府)에 안치되었다.
- 이숭인 - 이인기(李麟起)의 친손(親孫), 성산군(星山君) 이원구(李元具) 자(子), 이인임, 이인복 5촌 조카. 호는 도은으로 목은 이색, 포은 정몽주와 더불어 고려말기의 삼은으로 유명하다. 목은 이색의 제자이다. 고려 말기에 지밀직사사를 지냈고 조선개국에 반대하여 정도전 일파인 황거정에게 피살당했다.
- 이광적(李光迪) (1628~1717) - 사헌부 대사헌(司憲府大司憲) 이언충(李彦忠)의 증손으로 아버지는 이세미(李世美)이다. 조선 효종, 현종, 숙종 삼조에 걸쳐 60년 간이나 입사했던 명신으로 공조참판, 지중추부사 등을 거쳤다. 숙종 43년 12월 13일 계사 지중추부사 이광적은 성품이 근후(謹厚)하여 장자(長者)의 풍도가 있었으며 일찍이 과거(科擧)에 급제하여 삼조(三朝)를 두루 섬겼는데, 직무의 봉행을 근실하게 하였고 나이가 아주 노쇠한 지경에 이르러서도 조알(朝謁)을 폐하지 않았기에 품계를 올려 주어 숭정 대부(崇政大夫)까지 이르렀는데, 이때에 와서 졸(卒)하니 나이 90세였다. 시호는 정헌(靖憲)이다.
- 이충건 - 문하평리(門下評理) 이인민(李仁敏), 영의정 이직(李稷)의 현손, 정암 조광조의 문하에서 학문을 연마하여 이조정랑을 지냈고 호당(湖堂)에 뽑혀 문명을 떨쳤다.
- 이종일 - 구한말에 제국신문사 사장을 지냈으며 민족대표 33인의 한 사람으로 손수 독립선언서를 인쇄하였다가 옥고를 치루었고, 조선국문연구회 회장이 되어 한글 맞춤법 연구에 이바지하였다.

## 집성촌
- 경기도 용인시 수지구 성복리
- 경상남도 산청군 단성면 남사리
- 경상남도 남해군 남해읍 평현리
- 경상남도 사천시 사남면 종천리
- 경상남도 창원시 의창구 대산면
- 경상북도 김천시 지례면 울곡리
- 경상북도 성주군 초전면 자양1리
- 경상북도 상주시 청리면 덕산리
- 경상북도 예천군 개포면 장송리
- 경상북도 칠곡군 동명면 금암동
- 경상북도 칠곡군 석적면 포남동
- 전라남도 보성군 문덕면 용암리
- 전라남도 고흥군 풍양면 한동리
- 전라남도 곡성군 목사동면 신전리
- 충청남도 보령시 남포면 소송리
- 충청남도 보령시 웅천읍 두룡리
- 충청북도 옥천군 동이면 평산리
- 충청북도 괴산군 문광면 유평리
- 평안북도 영변군 일대
- 경상남도 산청군 단성면 방목리
- 전라북도 정읍시
- 강원도 강릉시 위촌리
- 경상남도 함양군 안의면

## 항렬자
- 시중공파, 유수공파, 문열공파(중시조로 1세)

| 20세          | 21세              | 22세          | 23세              | 24세          | 25세              | 26세          | 27세              | 28세          | 29세              | 30세          | 31세              | 32세          | 33세              | 34세          | 35세              |
| ------------- | ----------------- | ------------- | ----------------- | ------------- | ----------------- | ------------- | ----------------- | ------------- | ----------------- | ------------- | ----------------- | ------------- | ----------------- | ------------- | ----------------- |
| 용(容) 화(火) | 口교(敎) 口토(土) | 종(鍾) 금(金) | 口순(淳) 口수(洙) | 상(相) 병(秉) | 口희(熙) 口섭(燮) | 재(在) 규(圭) | 口현(鉉) 口석(錫) | 택(澤) 영(永) | 口식(植) 口근(根) | 병(炳) 현(炫) | 口기(基) 口배(培) | 옥(鈺) 용(鎔) | 口홍(洪) 口락(洛) | 병(柄) 계(桂) | 口형(炯) 口렬(烈) |

## 조선 왕실과의 인척관계
- 태종의 후궁 신순궁주 이정민
- 양원군(성종의 16남)의 사위 이완(李完)
- 경순공주(태조의 3녀)의 남편 흥안군 이제(李濟)
- 숙혜옹주(태종의 9녀) 남편 성원위(星原尉) 이정녕(李正寧)
- 의성군(효령대군의 장남)의 부인 회인군부인 성주 이씨

## 인구
- 2000년 186,188명
- 2015년 203,703명